# 西克尔水库
西克尔水库，位于中华人民共和国新疆维吾尔自治区伽师县西克尔库勒镇，是一座以灌溉为主兼顾防洪、养殖的大（2）型注入式平原水库。水库水源由布哈拉渠首及干渠引喀什噶尔河水入库。水库建于1959年，总库容1亿立方米。主坝为均质土坝，坝长4546米，最大坝高7.1米，坝顶宽7米；副坝长8768米，坝顶宽5米，最大坝高4.4米。水库承担下游伽师县10个乡镇和新疆生产建设兵团第三师伽师总场总共0.87万公顷农田灌溉和5万头牲畜饮水任务。